# Phoxiphilyra
Genre
Synonymes
- Philyra 
Losina-Losinsky, 1961 nec Leach, 1817

Phoxiphilyra est un genre de pycnogonides de la famille des Phoxichilidiidae.

## Liste des espèces
Selon PycnoBase :
- Phoxiphilyra interjecta (Turpaeva, 2006)
- Phoxiphilyra quadriarticulata (Losina-Losinsky, 1961)
- Phoxiphilyra robusta (Losina-Losinsky, 1961)

## Référence
- Stock, 1974 : Biological results of the University of Miami deep-sea expeditions. 108. Pychogonida from the continental shelf, slope and deep sea of the tropical Atlantic and East Pacific. Bulletin of Marine Science, vol. 24, n. 4, p. 957-1092.